# Авторитеты
«Авторите́ты» (англ. The Authority) — будущий американский полнометражный супергеройский фильм, основанный на комиксах WildStorm об одноимённой команде супергероев. Фильм производится DC Studios, будет распространяться Warner Bros. Pictures и станет четвертой кинокартиной в медиафраншизе «Вселенная DC».
Главы DC Studios Джеймс Ганн и Питер Сафран анонсировали фильм об Авторитетах в январе 2023 года. К тому моменту работа над проектом уже началась, однако спустя два года была отложена из-за проблем со сценарием и желания студии сосредоточиться на других проектах.
Фильм «Авторитеты» станет частью первой главы «Вселенной DC» под названием «Боги и монстры».

## Производство
В октябре 2022 года сценарист / режиссёр Джеймс Ганн и продюсер Питер Сафран стали председателями и директорами новообразованной компании DC Studios. Через неделю после вступления в должности они начали работу над многолетним планом новой франшизы, получившей название «Вселенная DC». 31 января 2023 года Ганн и Сафран представили первые проекты из своего расписания «Вселенной DC», которое начинается с первой главы, получившей название «Боги и монстры». Одним из фильмов данной главы стал проект под названием «Авторитеты», основанный на комиксах об одноимённой команде супергероев, созданной Уорреном Эллисом и Брайаном Хитчем для независимого издательства WildStorm. В 2011 году DC Comics выкупила WildStorm и их персонажи, в том числе и Авторитеты, стали частью DC. Аналогично, Ганн и Сафран хотели включить персонажей WildStorm в свою «Вселенную DC», начав с Авторитетов. Ганн описал фильм как проект своей мечты, над черновым вариантом которого он работал вместе с другими сценаристами из DC Studios. По его словам, Авторитеты убеждены в том, что «мир полностью сломан. И единственный способ его исправить — это взять всё в свои руки. Убийства людей, глав государств, смены правительств — они творят всё, что им вздумается, лишь бы сделать мир лучше». Сафран сравнил непростую с моральной точки зрения команду с полковником Натаном Р. Джесселом из фильма «Несколько хороших парней» (1992) в исполнении Джека Николсона. Ганн добавил, что в фильме будут присутствовать связи с Суперменом, которые, по его мнению, помогут представить малоизвестную зрителям команду Авторитетов точно так же, как Marvel Studios представила команду Стражей Галактики в одноимённом фильме 2014 года. Журналист Collider Орестес Адамс посчитал, что «диверсионные» супергеройские сериалы «Пацаны» (с 2019) и «Неуязвимый» (с 2021) заложили основу для «Авторитетов». В течение нескольких дней с момента анонса фильма копии первого тома «Авторитетов» (1999—2000) за авторством Эллиса и Хитча были быстро распроданы на Amazon и во множестве других издательских домов и книжных магазинов. Ганн объявил, что в сотрудничестве с публицистом и творческим директором DC Comics Джимом Ли в скором времени будет напечатано больше копий.
К июню 2023 года ожидалось, что члены команды впервые появятся в фильме «Супермен» (2025), первой кинокартине «Вселенной DC». Актёров планировалось начать искать после завершения кастинга на главные роли в «Супермене», а в ноябре Мария Габриэла де Фария присоединилась к актёрскому составу «Супермена» с ролью одного из Авторитетов, Анджелы Спики / Инженера. В феврале 2025 года Ганн и Сафран внесли изменения в расписание проектов первой главы. По их словам, «Авторитеты» отошли на второй план из-за того, что студия решила сосредоточиться на других проектах; также свою роль сыграли проблемы с написанием сценария, при котором стоило учитывать влияние «Авторитетов» на появившиеся позднее проекты, такие как «Пацаны».

## Премьера
Фильм «Авторитеты» выйдет в прокат США и станет частью первой главы «Вселенной DC» под названием «Боги и монстры».